# Tom F. Lange
Tom F. Lange (* 9. August 1963 in Wien) ist das Pseudonym eines österreichischen Schriftstellers und Webloggers. Er lebt in Wien.

## Leben
Lange wuchs in Ottakring und Hietzing als Kind gutbürgerlicher Eltern auf. Er maturierte 1981. Anschließend studierte er Wirtschaftswissenschaften, schloss das Studium jedoch nicht ab. Von 1988 bis 2009 arbeitete er als Texter und Konzeptionist in der Werbebranche. Seitdem widmet er sich ausschließlich dem Schreiben.

## Werk
Aufgrund seiner Vorliebe für historische Stoffe, begann Tom F. Lange im Jahr 2010 mit langjährigen und intensiven Recherchen zu seinem ersten Roman – Petronica. Die ganze Welt treibt Schauspiel – mit Schwerpunkten auf der römischen und griechischen Dichtkunst und der Welt des Imperium Romanum des 1. Jh. n. Chr. Die Petronica handeln vom Leben und Werk des legendenumwobenen Dichters Petronius, der den in Fragmenten erhaltenen Schelmenroman Satyrica verfasst haben soll und ein Günstling Neros war. Die Petronica gleichen dem Stil der Satyrica insofern, als auch Lange zwischen den literarischen Gattungen wechselt: Kurzgeschichten und Dramenfragmente finden sich ebenso wie wissenschaftliche Forschungsexkurse und lyrische Einlagen. Petronica. Die ganze Welt treibt Schauspiel erschien am 31. März 2021.
Seit 2017 schreibt Lange in seinem Weblog Der Frosch mit der Brille satirische Kommentare zu Gesellschaft und Politik.

## Rezeption
In der Frankfurter Allgemeinen Zeitung sieht Simon Strauß Tom F. Lange »mit Lust und List ein literarisches Vexierspiel mit Petronius« treiben. In »undurchdringbarer Art und Weise« seien » hier Wirklichkeit und Fiktion, historische Quellen und fantastische Einfälle miteinander verwoben und bilden ein Geflecht, einen Teppich aus erfundenen Verweisen, gelehrten Anspielungen und anverwandelnden Neudichtungen«.

## Veröffentlichungen
- Petronica. Die ganze Welt treibt Schauspiel. Roman. Hollitzer, Wien 2021, ISBN 978-3-99012-891-6.
- Der Frosch mit der Brille (Weblog).